# Brachynemurus sackeni
Brachynemurus sackeni is een insect uit de familie van de mierenleeuwen (Myrmeleontidae), die tot de orde netvleugeligen (Neuroptera) behoort. 
Brachynemurus sackeni is voor het eerst wetenschappelijk beschreven door Hagen in 1888.